# Boeing A160 Hummingbird
O Boeing A160 Hummingbird (designado como YMQ-18A pelas USAF) é um veículo aéreo não tripulado (VANT) de asas rotativas. Seu design incorpora muitas novas tecnologias nunca antes utilizadas em helicópteros, permitindo maior resistência e altitude do que qualquer helicóptero atualmente em operação.

## Desenvolvimento
O desenvolvimento do Hummingbird foi iniciado pela DARPA pela Frontier Aircraft em 1998. A partir de 2003, tanto o Exército dos EUA e da Marinha dos EUA também participaram no financiamento do projeto. Em maio de 2004, a empresa foi adquirida pela Boeing e integrou-se à Boeing Phantom Works, sendo mais tarde integrada ao grupo Advanced Systems da Boeing Integrated Defense Systems.
Versões iniciais do A160 foram equipados com motores automotrizes modificados da Subaru, mas versões posteriores utilizaram motores turboshaft Pratt & Whitney PW207D.
O A160 continuou com testes de voo de desenvolvimento em 2010, e os voos de teste já haviam demonstrado maior resistência, altitudes mais altas, autonomia mais ampla e maior carga útil. O programa tinha metas ambiciosas de um alcance máximo de 4.000 km, 24 horas de autonomia e teto máximo de 9.100 metros. Os voos eram em grande parte autônomos, com a aeronave a tomar suas próprias decisões sobre como voar em si para cumprir determinados objetivos, ao invés de confiar no controle humano em tempo real.
O A160 alcançou velocidades máximas de mais de 258 km/h, embora a autonomia e o teto máximo fossem seus objetivos, e não a velocidade.

## Cancelamento do programa
O A160 devia ser implantado no Afeganistão com o radar ARGUS-IS em junho de 2012. Mas logo antes da implantação, o Exército emitiu uma ordem de parada para a Boeing porque a aeronave tinha uma alta "probabilidade de atrasos técnicos e de cronograma", e custos e riscos tinham "aumentado tão significativamente que a continuação do programa não era mais no melhor interesse do governo". A vibração estava entre as questões.
Em dezembro de 2012, o Exército de Treinamento e Doutrina de Comando tinha revisto ideia do Exército para um VANT de asas rotativas para as missões ISR e decidiu que, devido a restrições orçamentais, não continuariam a prosseguir com a ideia. Em vez disso, decidiram que o Exército continuaria usando os VANTs de asa fixa que já tinham sido designados para o papel.

## Especificações
Dados da Boeing.

### Características gerais
- Comprimento: 10,7 m
- Diâmetro do rotor principal: 11 m
- Peso vazio: 1,134 kg
- Peso bruto: 2,948 kg
- Motorização: 1 × motor turboshaft Pratt & Whitney Canada PW207D, 550 cv (410 kW) cada

### Atuação
- Velocidade máxima: 258 km/h
- Autonomia: +20 horas
- Teto de serviço: 6.100 até 9.150 m